# اوسارسیف
اوسارسیف (تلفظ بحالت /اُ/، از یونانی کوینه: Ὀσαρσίφ) یا اوزارسیف یا اوزارسِف (تلفظ بحالت /اُ/، از Osarseph و Osarsiph در فرانسوی و انگلیسی) که در ایران با عنوان یوزارسیف مشهور است (توسط سریال یوسف پیامبر)، یک شخصیت افسانه‌ای در مصر باستان است که بعضی او را با موسی یکسان پنداشته‌اند. داستان یوزارسیف در کتاب اگیپتیاکا، نوشته تاریخ‌نگار مصری دوران پادشاهی بطلمیوس در مصر یعنی مانثو روایت شده‌است؛ اصل این کتاب امروزه در دست نیست، اما تاریخ‌نگار یهودی یوسف فلاوی بخش‌هایی از آن را در نوشته‌های خود نقل کرده‌ است.
داستان یوزارسیف دربارهٔ یک کاهن مصری خیانت‌کار است که به عنوان فرمانده سپاهی از جذامیان در زمان یک فرعون به نام آمن‌هوتپ به مصر یورش می‌برد؛ فرعون شکست خورده از کشور متواری می‌شود و یوزارسیف به همراه متحدان هیکسوسی‌اش مصر را غارت و به پرستشگاه‌های خدایان بی‌احترامی می‌کند. سپس آمن‌هوتپ در راس سپاهی به کشور بازگشته و یوزارسیف و هیکسوسیان را بیرون می‌راند. در پایان داستان، یوزارسیف نام خود را به موسی تغییر می‌دهد.
اینکه یک رویدادِ تاریخی الهام بخش داستان یوزارسیف شده‌ است یا خیر، مشخص نیست؛ برخی آن را حاصل تبلیغات ضدیهودی سده‌های اول و دوم پیش از میلاد می‌دانند. یان آسمن، از مصرشناسان معروف، از این می‌گوید که این داستان برگرفته از یک رویداد یا زندگی شخص واحدی نیست؛ در عوض، داستان ترکیبی از چندین اتفاق تاریخی، از جمله اصلاحات دینی دوران آمن‌هوتپ چهارم، است.

## برای مطالعهٔ بیشتر
- یوزارسیف؛ ترکیبی افسانه‌وار از حقایق تاریخی در فرارو
- داستان نام یوزارسیف در تاریخ مصر در اقتصاد آنلاین